# Yoon Young-geul
Yoon Young-geul (tiếng Hàn: 윤영글; sinh ngày 28 tháng 10 năm 1987) là một cầu thủ người Hàn Quốc thi đấu ở vị trí thủ môn. Cô  từng tham dự Giải vô địch bóng đá nữ thế giới 2015.